# Magnolia tamaulipana
Magnolia tamaulipana är en magnoliaväxtart som beskrevs av Vazquez. Magnolia tamaulipana ingår i släktet Magnolia och familjen magnoliaväxter. Inga underarter finns listade i Catalogue of Life.